# Скугрић Горњи
Горњи Скугрић је насељено мјесто у општини Модрича, Република Српска, БиХ. Горњи Скугрић је сјеверозападни дио села Скугрић, док је Доњи Скугрић његов југоисточни дио. Према попису становништва из 1991. у Скугрићу је живјело 2.855 становника, од тога у Горњем Скугрићу 1.453 становника. По коначним резултатима пописа 2013. Завода за статистику Републике Српске, Скугрић има 1.695 становника у 603 домаћинства, од тога Горњи Скугрић 785 становника у 282 домаћинства.
Село Скугрић је до Другог свјетског рата било сједиште истоимене општине. Подијељено је на Доњи и Горњи 1945, при чему је Горњи Скугрић припао општини Модрича, а Доњи Скугрић општини Градачац. Ово је у исти мах значило да је село било подијељено и у двије регије, јер је општина Модрича припадала регији Добој, а општина Градачац регији Тузла. У одбрамбено-отаџбинском рату 1992-1995 село је поново обједињено у једну мјесну заједницу, у општини Модрича.
Скугрић има 10 заселака, и то: Гложик, Потпоље, Орахова, Ријека, Брезик и Живково Поље, који су припадали Горњем Скугрићу и општини Модрича, те Мишићи, Поточани, Срнава и Ждребан, који су припадали Доњем Скугрићу и општини Градачац.

## Географија
Скугрић се налази на јужном ободу Босанске Посавине и на сјеверним обронцима планине Требаве, па тако има двије рељефне цјелине — посавску равницу и требавско побрђе. Налази се на самој међуентитетској линији, удаљен 7,5 км од Модриче као сједишта општине и исто толико од Градачца у ФБиХ. Кроз село пролази магистрални пут М-14-1 који повезује Модричу и Градачац као и пруга Модрича-Градачац, која од рата у Босни и Херцеговини није у функцији.
У равничарском предјелу су засеоци Потпоље, Мишићи, Гложик и Живково Поље, док су у брдском предјелу засеоци Брезик, Ријека, Орахова, Поточани, Срнава и Ждребан.

## Историја

### Праисторија

#### Камено доба
Први човјек на ширем подручју Скугрића, дакле босанске Посавине и Требаве, појавио се током старијег каменог доба (палеолита) прије око 45.000 — 15.000 година. Шира археолошка истраживања могућих палеолитских локација на подручју општине Модрича нису вршена.
Једно мало насеље, тачније његови трагови, откривено је у Скугрићу приликом прокопавања тзв. западног латералног канала. Налази се на благо заталасаној локацији испод Радишњаче у засеоку Орахова. Нађено је неколико фрагмената керамике и кременог алата, што у цјелини упућује на неолитско поријекло овог налазишта.
У Скугрићу је откривено још једно насеље овог доба у засеоку Потпоље. То је такође локалитет скромне величине, али је значајан јер доказује велику насељеност овог подручја у вријеме млађег каменог доба (неолита). Сва ова насеља припадају једном великом културном кругу неолитског свијета који се од источног Медитерана, преко Балкана шири до средње Европе. Код нас дио овог културног круга носи назив Винчанска култура (по великом насељу у селу Винчи код Београда). Ова култура простирала се од средњег Потисја на сјеверу до Скопске котлине на југу и од ријека Усоре и Босне на западу до Софијског басена на југу. Винчанска култура је била технолошки најнапреднија праисторијска култура у свијету. Најранија металургија бакра у Европи потиче са винчанског локалитета Беловоде у источној Србији.
Сматра се да су Трачани били најстарије становништво Босне и Херцеговине, и да је Бутмир њихово насеље, као што би такво било Винча у Србији. Бутмирска култура је ишчезнула у бронзаном добу, вјероватно покорена Илирима.

#### Метално доба
У овом крају праисторијски људи нису имали већа рудна лежишта метала, већ је потреба за металним алатом, оружјем и оруђем, рјешавана путем куповине из крајева богатих рудом. Праисторијски трговци и путујући металурзи преносили су бакарне, касније и бронзане предмете, па их овдје продавали. У немирним временима они су своју драгоцјену робу сакривали тако што су металне предмете закопавали у земљу. Пар таквих остава бронзаних предмета нађене су и овдје. Једна је остава бронзе нађена након Другог свјетског рата у Модричи, на локацији Српска Варош, а од ње је сачувана само једна ратничка сјекира. Једно гробље из овог времена (14. вијек старе ере), гдје су умрли прво спаљени, па остаци изгорјелих костију укопани у земљу и покривени земљаном посудом — урном, нађено је на локалитету Поље у Скугрићу.

### Стари вијек
На простору данашње БиХ живјела су многобројна илирска племена (Даеситијати, Ардијеји, Даорси, Диндари, Јаподи, Аутаријати, Далмати), чији саплеменици допиру јужно до Охрида, источно до Мораве, а на западу и с друге стране Јадранског мора. Јаподи су настањивали босанску Крајину са средиштем око Бихаћа; Ардијеји су били у долини Неретве; у југозападној Босни и средњој Далмацији Далмати, по којима је читава земља добила своје име, као и град Дувно; Аутаријати су били „највеће и најбоље од илирских племена“, који допиру далеко у унутрашњост (од њих је вјероватно име Таре); негдје у средини Босне становали су Даеситијати; док су у источној Херцеговини становали једним дијелом Доклеати, по којима се читава једна област прозвала Дукља. Прве везе тих племена са свијетом почињу преко Грка, те је грчки утицај иначе веома јак. Новац из грчких колонија Драч и Аполонија био је понајвише у промету међу Илирима све до владања римских царева. Једно мање илирско племе, Даорси, које је становало на лијевој обали Неретве у столачком крају, ковало је у II в. прије Хр. свој бронзани новац са грчким натписима, исто као и илирски краљ Балајос у Рисну. Илири су били углавном брђанска, данас би рекли чисто динарска племена, углавном сточари, немирни и готово стално у међусобним сукобима. Ардијеји су чисто четничко племе и кад их Аутаријати потискују према мору они се убрзо сналазе и почињу гусарске нападе на грчке, касније и римске лађе, по цијелом приморју. Живећи тако као четници, гусари и сточари, они се навикавају на лак живот, постају похотни и нарочито воле да се опијају и уживају у честим гозбама. Њихово пиће је нека врста пива, сабаја, медовина а можда и вино. На пијанкама учествују и жене, које су код Илира равноправне и које понекад узимају и врховну државну власт, као краљица Теута. Породични живот код таквих људи није изгледа био много моралан. За извјесне илирске поглавице зна се да су имали више од једне жене, а за либурнијске жене биљежи се да су имале више мужева. Илири су имали племенско уређење, код појединих племена постоји велики број братстава, код Далмата је износио 342, а код Даеситијата 103. Племена су живјела доста подвојено, чему је доприносило планинама растављено динарско подручје. Та расцјепканост и сувише изражена племенска индивидуалност били су узрок да Илири нису никад створили своју заједничку државу и да су касније постали лак плијен римским освајачима. Средином III в. прије Хр. настала је једна илирска држава, али је она ограничена само на подручје Јадранског приморја, од Скадра до Цетине. Келти су се доселили на Балканско полуострво у IV в. прије Хр. као дио миграционог таласа од којег су се одвојили Келти који су опсиједали Рим 380-их година прије Хр. Они су из Паноније провалили у земље око Саве, и дубоко у унутрашњост Босне све до Неретве, гдје су задали тежак пораз Ардијејима. У исто вријеме они су потиснули и Аутаријате, који се због тога помијерају све до Мораве. Сувише борбени Келти су се упустили у велика ратовања и расплинули се на више страна, послије чега је, природно, слиједио пораз. У Србији једно њихово племе, Скордисци, држи се нешто дуже, и оснива своју тврђаву Сингидунум, данашњи Београд.
Ниједно од ових племена на територији БиХ није имало државну организацију, али су имали утврђења у која су се повлачили у случају ратне опасности. У рату који је Октавијан водио на Балкану 35-33. г. прије Хр. покорена су многа ова илирска племена, нека су се предала, а нека су пружила огорчени отпор. Незадовољна римском влашћу, племена у Илирику су се дигла на устанак који је окупио огроман број људи и који је запријетио и Италији. Устанак је трајао 6-9. године. Битке су вођене на сјеверу око Сирмијума и Фрушке горе, а у Босни око многих илирских тврђава. Након савлађивања устанка, Римљани пространу провинцију Илирик, дијеле на двије провинције: Доњи Илирик или Далмацију и Горњи Илирик или Панонију. У састав провинције Далмације ушли су простори данашње БиХ, у којој се временом развило више римских градова. Најважнији и нешто боље познати су: Бистуе Стара (у Варвари, на извору Раме) и Бистуе Нова (у Зеници), који су добили градско право још у I вијеку; Салвиум (Грковци у Ливањском пољу); у рудничком граду Домавијуму код Сребренице био је главни уред за све сребрне руднике читаве Далмације и Паноније; Делминиум (Думно, Дувно); Градац код Посушја и Столац. У дефинитивној подјели Римског царства на Источно и Западно 396, територије данашње БиХ постају дио Западног. Хришћанство се раширило у IV в. Епископална црква се налазила у Бистуе Нова. Догађај који је донио значајне промјене у Посавини, било је Хунско освајање 441-447. Послије пада хунске власти, Срем, Славонију и друге земље између Саве и Дунава населили су Остроготи уз сагласност цара Авита. Они су бранили и сјеверну Босну од других племена. Долазак Теодорика на власт у Италији крајем V вијека довео је и до укључења Посавине као и дијела Босне у државу Гота. Најзад, Јустинијан је успио да врати провинцију Далмацију у оквире Византијске државе.
Дакле Римљани долином ријеке Саве продиру и до данашњег Скугрића, и потпуну власт успостављају 6-9. године. Са собом доносе тековине једне далеко напредније цивилизације, па тако у Посавини израстају насеља градског типа — грађевине од камена и опеке са кречним малтером као везивом, улице поплочане каменом, куће снабдјевене водоводом, насеља са јавним купатилима.
У Скугрићу је 1962. године откривено насеље из овог периода на локацији Цигла. То је велики простор у скугрићком пољу од десетак хектара површине, неједнаке висине, на коме се види више благо заталасаних узвишица. Читав овај велики комплекс је омеђен коритом рјечице Толисе, тако што она прави лакат или меандар, а потом је њен ток помјерен и скраћен ископом канала. Народно предање не памти ископ овог канала. Један од положаја на локацији Цигла, мјештани зову Црквина или Тубла. Садржи на површини бројне фрагменте керамике, опеке зидне и кровне, темељ зида грађен од ријечних облутака везаних кречном жбуком те друге остатке културе.
Како би повезали удаљене области свог великог царства Римљани су градили друмове, а један од најзначајнијих путних праваца у овом подручју ишао је долином ријеке Саве. На римској мапи Tabula Peutingeriana, означена је и поштанска станица именом Ad Basante (у Босни). Постоји више стручних радова у археолошкој литератури који се баве лоцирањем ове поштанске станице. На поменутој мапи послије станице Marsonia, за коју се вјерује да је била на мјесту данашњег Славонског Брода, долази поштанска станица Ad Basante (али је нажалост изостављено растојање у миљама), а послије Ad Basante у растојању од ХХ миља је станица Saldis, чије лоцирање може бити на Сави око Брчког. У једном од три велика римска насеља у нашем крају — Јошик између Јакеша и Оџака, Кулиште у Крушковом Пољу и Цигла у Скугрићу, треба лоцирати станицу Ad Basante. Ова насеља су приближно на средокраћи римских поштанских станица Marsonia и Saldis.

### Средњи вијек
Послије пада Сирмијума (582) Авари су већ 597. продрли дубоко у унутрашњост римске провинције Далмације и разорили 40 тврђава. Масовни упади Варвара услиједили су послије слома Византијског одбрамбеног система на Дунаву (602), што је Аварима и Словенима омогућило да без отпора прелазе Саву код Сирмијума, данашње Раче, Брода, Градишке и на другим мјестима, а затим да се крећу старим римским путевима све до мора. Они су заузели Салону (прије 639), главни град Далмације, а вјероватно и све античке градове у унутрашњости. Словени су се у прапостојбини бавили претежно земљорадњом, па су приликом насељавања запосиједали земљиште које је било култивисано у предримском и римском периоду. Погодних површина за земљорадњу било је дуж мањих ријека, у крашким пољима и омањим котлинама. На овако ограниченим просторима могле су да се насељавају мање групе Словена, обично ближи и даљи рођаци, који су могли брзо и лако да се организују по жупама. Од малобројних старосједилаца преузети су називи ријека, као што су: Сава, Дрина, Дрињача, Босна, Неретва, Уна, Врбас, Буна, Сана, Плива и планина: Прењ, Мајевица, Варда, Мошор, Динара, Романија итд. Из периода досељавања нису сачувани писани извори, али о раном присуству Словена свједоче остаци њихових насеља и некропола који потичу из VII или VIII в. Трагови најстаријих словенских насеља сачувани су и у сјеверној Босни. Срби се масовно насељавају и запосиједају Далмацију у вријеме цара Ираклија (610-641), и то источно од долине Уне и доњег тока Цетине, па до долине Ибра. Сјеверну границу чинила је долина Саве а јужну Приморје, између ушћа Цетине и Бојане. Крајем VIII и почетком IX в. почело је опасно надирање Франака према истоку и југоистоку, па су тако на удар дошле и словенске области. Против овог освајања јавља се покрет отпора међу панонским Словенима у коме се највише истиче личност Људевита Посавског, кнеза Панонске кнежевине. Он је борбу успио да прошири на веома широк фронт и да око себе окупи и Карантанце са запада и чак племе Тимочана са истока. Од 819-822. он је са много напора и жртава некако одолијевао Францима али се на крају препаде од велике франачке војске и пребјеже у Босну Србима, „за који се народ казује да заузима велики дио Далмације (Sorabos, quae natio magnam Dalmatiae partem obtinere dicitur)", како саопштава франачки аналист Ајнхрд. Људевит је био лијепо дочекан на двору локалног српског жупана, али га је преварио, убио га и преузео власт. У исто вријеме шаље и посланике франачком цару изјавивши спремност да му се покори, што је цар одбио. Гоњен од Франака, а ради свог недјела омражен код Срба, он мора да бјежи из Босне и завршава 823. у гадачком крају, гдје гине од осветничке руке, а сва његова држава је потпала под франачку власт.
У периоду од VII до IX в. Босна се не помиње као посебна географска област или „земља“, што не значи да већ тада нису постојале истоимене жупе. Назив територије први пут је споменут средином X в. у спису византијског цара Константина VII Порфирогенита О управљању царством. „Земља Босна“ представљена је као дио „Крштене Србије“, државе која је настала на једном дијелу подручја које су населили припадници српског племена. У вријеме најстаријег помена Босна је обухватала само мали дио територије која ће касније чинити босанску бановину и краљевину. Приписују јој се два „насељена града“, Котор и Десник, којима се положај није дао утврдити. Врло је вјероватно да су били у горњем току Босне, гдје се препознаје најстарије језгро босанске државе. Међу шест градова „Крштене Србије“ у споменутом царевом спису налази се и Салинис, без сумње идентично са каснијим мјестом Соли (у турском периоду Тузла), што значи да првобитна Босна није обухватала сјевероисточни дио савремене Босне. У вријеме првог помена Босна је под влашћу кнеза Часлава, који је 927. послије смрти бугарског цара Симеона обновио државу уз помоћ византијског цара. Са Чаславом, који је око 950. погинуо у борби са тек досељеним Мађарима, прекида се најранија српска династија потекла, по традицији, из времена сеобе словенских племена.
Овај крај је у саставу босанске државе још у вријеме бана Кулина. Упркос томе што је бан Кулин признао врховну власт Угарске, што му је обезбиједило унутрашњу самосталност земље, опасности са сјевера су стално пријетиле. Појава јеретичког покрета у Босни давала је повода угарским краљевима да врло често проваљују у Босну и тамо раде на његовом искорјењивању. Највећи дио тих похода ишао је долином Босне кроз жупу Ненавиште, која је била у непосредном сусједству са Угарском и гдје је угарски утицај био нарочито велики, а осјећала се и непосредна црквена власт калочког бискупа. Овај крај је судбину босанске државе дијелио и у вријеме владавине бана Матеја Нинослава, када су Мађари у више наврата вршили крсташке походе ка Босни. Ново потчињавање Босне Угарској имало је далекосежне посљедице. Њена територија је подијељена, а дијелови су дошли под власт разних господара. У периоду 1237-1319. године, Усора или само њен источни дио, била је изван Босне. Налазила се под угарском доминацијом, а од 1284. до 1316. под влашћу српског краља Драгутина. На самом почетку Драгутинове владавине дошло је до чвршћег зближавања господара Босне Стефана I Котроманића и краља Драгутина, господара Усоре и Соли, које је крунисано женидбом Стефана I Јелисаветом, Драгутиновом кћерком.
На овом подручју, из најранијег периода средњег вијека, дакле из времена одмах након пропасти Римског царства и одмах послије досељавања наших предака Словена, откривено је досадашњим археолошким истраживањима врло мало трагова. На неколико локалитета дошло је до налаза керамике старословенског типа и одлика, која несумњиво припада времену до 10/11. вијека.
На локалитету Цигла у Скугрићу, иначе богатом налазишту из доба римске владавине, нађено је у профилу једног раније ископаног канала више фрагмената керамике ранословенских обиљежја. Рађена је слободном руком, без грнчарског кола, тамне је или црвенкасте површине, само немарно заравњене, неуједначеног печења и од непрочишћене земље.
У Скугрићу су 1964. године, на локалитету Градина, откривени остаци утврђења из раног средњег вијека са бедемима од насуте земље. Површинским прегледом нађена је керамика словенске провенијенције ширег временског распона од раног до касног средњег вијека. Градина је на пространој тераси, 10-15 метара издигнутој изнад долине Посавине, на лијевој обали ријеке Толисе, која се око ње повија, тако да је добрим дијелом окружена водом. Старословенски системи одбране у старој постојбини су везани за мочварне терене, па је тако и за Градину одабран положај на тераси изнад мочварне долине. Непосредно уз бедеме Градине постоје данас само трагови од два гробља из средњег вијека. Садржавали су велике споменике од камена кречњака, за које мјештани овдје кажу „мраморови“ и „камење“. Овакве споменике могуће је датирати временом између 13. и 16. вијека. Прво гробље су Бегове баре, сјеверно од Градине, гдје је 1964. године затечено неколико мањих, јако оштећених стела и више фрагмената од великих споменика облика сандука, сљемењака и плоча. Мјештани памте знатан број, чак 40-50 великих споменика на овом мјесту. Друго гробље је јужно од Градине. Назив му је „мраморови и камење“. И овдје постоје само трагови од полупаних споменика. Обје некрополе садрже и трагове сахрањивања из времена послије пропасти средњовјековне босанске државе. Због турских забрана хришћани су могли подизати само мале, скромне споменике. Баш такве ситне и необрађене плоче, од камена пјешчара, са невјешто урезаним знаком крста, налазимо на оба гробља око Градине, а као надгробни споменици постоје и муслимански нишани. У писаним изворима, према дефтеру из 1548. године, исламизацијом је у овом крају захваћено око 13 процената становништва.
Нема писаних докумената из раног средњег вијека, писани историјски извори су из знатно каснијег времена. Први запис о овом подручју говори о Terra Tolys — земљи, области или крају око fluvius Tolicha (рјечица Толиса), а писан је 1244. године. Нешто касније, у извору из 1324. године, записано је и име Ненавиште, а односи се на област — жупу. У повељи босанског бана Стефана II Котроманића дарују се у Ненавишту (жупи) села Јакеш, Модрича и данас непознати Воловић. Значи да се подручје жупе Ненавиште простирало са обје стране ријеке Босне. У писаним изворима, како нашим тако и мађарским, током средњовијековне босанске државе, нема спомена о насељу и утврђењу са именом Ненавиште. Међутим, познато је да су жупе имале средишње жупно насеље и да је оно било заштићено утврђењем. Постоји више прилога за претпоставку да је Градина на обалама Толисе у Скугрићу била утврђено средиште средњовјековне жупе Ненавиште. Жупа је обухватала територију данашњих општина Модрича, Градачац, Орашје, Шамац и Оџак, и била је дио средњовјековне области Усора.

## Религија
Прва црква у Скугрићу је служила 1769-1937, а налазила се око 300 м од данашње цркве, на имању Поповића, у правцу села Толисе. То је била црква брвнара, слична бројним таквим црквама у српским земљама које су грађене у вријеме турске окупације. Оне су по турским законима морале бити мале и неугледне. По предању, Турци су дозволили да скугрићка црква има 3 прозора,а како би имала више свјетлости, поп Софрен Поповић је дао два вола за још два прозора. Срушена је 1949. од стране мјештана комуниста. На мјесту старе цркве (мјештани га зову старо црквиште), налази се споменик истој, часна трпеза и камени споменик попу Илији Поповићу (1838—1880).
Како стара црква није могла задовољити духовне потребе Скугрићана, још тридесетих година ХХ вијека дошло се на идеју о изградњи нове веће цркве, што је убрзо и остварено. Храм Рођења Пресвете Богородице у Скугрићу изграђен је 1938. а освештан 1940. године. Градња новог једнобродног храма започета је 1937, према пројекту налик храму у Бијелој, али са извјесним измјенама. Темељи су освећени 3. октобра 1937. Храм је саграђен од камена и опеке, димензија 21 х 9,5 m, покривен је бакром, има звоник и једно звоно. Храм је осветио 1940. године Епископ зворничко-тузлански Нектарије Круљ.
Током Другог свјетског рата храм је оштећен гранатом након чега је штета санирана. У Одбрамбено-отаџбинском рату 1992-1995 храм је оштећен гелерима приликом пада гранате у непосредној близини.
Храм је обнављан у неколико фаза и дужи временски период. Покривен је 1984. године бакром. Прва већа обнова је била 2005. године када је обновљена фасада. Друга фаза се састојала од комплетне обнове унутрашњости храма.
Храм су од 2010. до 2012 године живописали Данијел Билић, Велибор Билић, Ненад Глишић и Дејан Дувњак. Иконостас од храстовог дрвета и потиче из времена градње храма. Израдили су га мајстори из Гуње код Брчког, а 2010 године рестаурацију је извршио дуборезац Александар Нинковић из Модриче. Иконе је осликао Н. Малискин 1940. године.
Парохијски дом је грађен у периоду 1997-1999. године према пројекту архитекте Миће Ђокића из Модриче.
Светосавски дом је грађен у истом периоду као и парохијски, али је комплетно завршен 2003. године према пројекту истог архитекте. Поред храма се налази и капела за паљење свијећа (у облику латинског крста са осмоугаоном куполом) изграђена 2007. године.
Сеоско гробље је удаљено 200 m од храма, а постоји и једно мање гробље које се налази у засеоку Ждребан.
У порти храма подигнут је споменик борцима погинулим у посљедњем Одбрамбено-отаџбинском рату, а на њему су исписана имена 36 погинулих из овога села. На светосавском дому је подигнута спомен-плоча погинулима у Другом свјетском рату.
Крај ограде у порти скугрићке цркве сахрањен је командант Смедеревског корпуса ЈВуО, капетан Живан Лазовић, који је оболио од тифуса и умро фебруара мјесеца 1945. године у скугрићкој школи. Гробно мјесто је необиљежено јер су комунисти након рата уклонили крст са Лазовићевог гроба. Иначе је велики број припадника Смедеревског корпуса ЈВуО, махом помрлих од тифуса, сахрањено на брзину и без обиљежја крај доње капије сеоског гробља (само за неколицину њих се знају имена — Јасенко Јовановић, Петар Панић, Витомир Лазић, браћа Душан и Тихомир Перовић). Скугрићани су им 2003. године на гробљу подигли и освештали споменик.
Свештеници у Скугрићу:
- до Другог свјетског рата

Софрен Поповић (око 1850), Илија Поповић, Јован Протић, Ђорђе Поповић, Максим Максимовић (око 1910), Стево Поповић, Јован Розомарић Рус (1927), Марко Поповић (1932), Ђорђе Јовановић (1934), Светозар Поповић (1938-1945)
- након Другог свјетског рата

Благоје Ђурић, Душан Лапчевић, Тодор Трифуновић (1955-1962), Миломир Милановић (1962-1968), Будимир Анђелић (1968-1969), Богдан Поповић (1969), Бранислав Радосављевић (1969-1973), Бранко Ђурић (1973-1976), Боривоје Шанић (1976-1986), Витомир Тодоровић (опслужује 1986), Танасије Ристанић (1986-1994), Недељко Анђелић (опслужује 1995), Војко Стевановић (од 1996).

## Становништво
| Националност       | 2013. | 1991.          | 1981.          | 1971.          | 1961. |
| Срби               |       | 1.148 (79,00%) | 1.108 (77,05%) | 1.172 (79,72%) | 1.158 |
| Хрвати             |       | 250 (17,20%)   | 279 (19,40%)   | 295 (20,06%)   | 249   |
| Југословени        |       | 41 (2,82%)     | 34 (2,36%)     |                |       |
| Муслимани          |       | 2 (0,13%)      |                |                |       |
| Црногорци          |       |                |                |                | 1     |
| остали и непознато |       | 12 (0,82%)     | 17 (1,18%)     | 3 (0,20%)      |       |
| Укупно             | 785   | 1.453          | 1.438          | 1.470          | 1.411 |

| Демографија | Демографија | Демографија |
| Година      | Становника  | Становника  |
| ----------- | ----------- | ----------- |
| 1948.       | 1.384       |             |
| 1953.       | 1.468       |             |
| 1961.       | 1.411       |             |
| 1971.       | 1.470       |             |
| 1981.       | 1.438       |             |
| 1991.       | 1.453       |             |
| 2013.       | 785         |             |